# Glühkohlen-Anemonenfisch
Der Glühkohlen-Anemonenfisch (Amphiprion ephippium) lebt in den Lagunen und Korallenriffen an der Nikobaren und Andamanen, an der Westküste der Malaiischen Halbinsel, an den Küsten Sumatras und an der West-, Nord- und Ostküste von Java in Tiefen von 2 bis 15 Metern. Wie alle Anemonenfische lebt er in enger Symbiose mit großen Seeanemonenarten. Als Wirtsanemonen akzeptiert er die Blasenanemone (Entacmaea quadricolor), die Lederanemone (Heteractis crispa) und eventuell auch eine Stichodactyla-Art.

## Merkmale
Ausgewachsene Glühkohlen-Anemonenfisch haben einen orangeroten oder hellroten Körper und gleichfarbige Flossen. Neben einer im Korallenmeer vorkommenden Morphe des Schwarzflossen-Anemonenfisch (Amphiprion melanopus) ist er damit die einzige Anemonenfischart ohne weiße Streifen und damit unverwechselbar. Junge Glühkohlen-Anemonenfische besitzen noch einen schmalen, weißen Querstreifen direkt hinter dem Auge, der mit zunehmendem Alter verschwindet. Stattdessen breitet sich von der Region unterhalb der Rückenflossenmitte ein schwarzer Fleck aus, der bei ausgewachsenen Tieren fast die ganze hintere Rumpfhälfte bedeckt. Die Flossen bleiben immer rot.
Die Rückenflosse hat zehn bis elf Hart- und 16 bis 18 Weichstrahlen, die Afterflosse zwei Hart- und 13 bis 14 Weichstrahlen. Die Brustflossen werden von 18 bis 20 Flossenstrahlen gestützt. Auf dem ersten Kiemenbogen befinden sich 16 bis 18 Kiemenreusenfortsätze. Amphiprion ephippium wird 11 bis 14 Zentimeter lang. Die Länge beträgt das 1,7 bis zweifache der Körperhöhe. Die Seitenlinie wird von 31 bis 44 Schuppen begleitet. Die Kopfbeschuppung reicht beim Glühkohlen-Anemonenfisch bis zum vorderen Augenrand, bei den anderen roten Anemonenfischen aus dem ephippium-Komplex reicht sie nur bis zur Augenmitte.
Der Laich des Glühkohlen-Anemonenfischs ist rot. Er ernährt sich von Zooplankton.